# Établissement de la Télévision Tunisienne
Établissement de la Télévision Tunisienne (in arabo مؤسسة التلفزة التونسية‎?, Mu'asasat altalfazat altuwnsiat), nota anche come Télévision Tunisienne (TT), è l'ente televisivo pubblico della Tunisia. Trasmette dalla capitale Tunisi in arabo e in francese.
È membro attivo dell'Unione Europea di Radiodiffusione, dell'African Union of Broadcasting (AUB) e dell'Arab States Broadcasting Union (ASBU).

## Storia
In Tunisia la televisione fece la sua comparsa a metà anni cinquanta con l'arrivo del segnale della RAI nel nordest del Paese. Dall'ottobre 1965 furono trasmessi alcuni programmi anche dalla televisione pubblica tunisina, a livello sperimentale o in occasione di eventi speciali.
Il 31 maggio 1966 iniziarono le trasmissioni regolari come "RTT". Inizialmente il canale mandava in onda 3 ore di programmi al giorno: 2 in arabo e 1 in francese. In questo contesto iniziò una cooperazione con le aziende televisive francofone, soprattutto con la Télévision Suisse Romande, la televisione svizzera in lingua francese, che cominciò a fornirle programmi e formazione professionale presso i suoi studi di Ginevra.

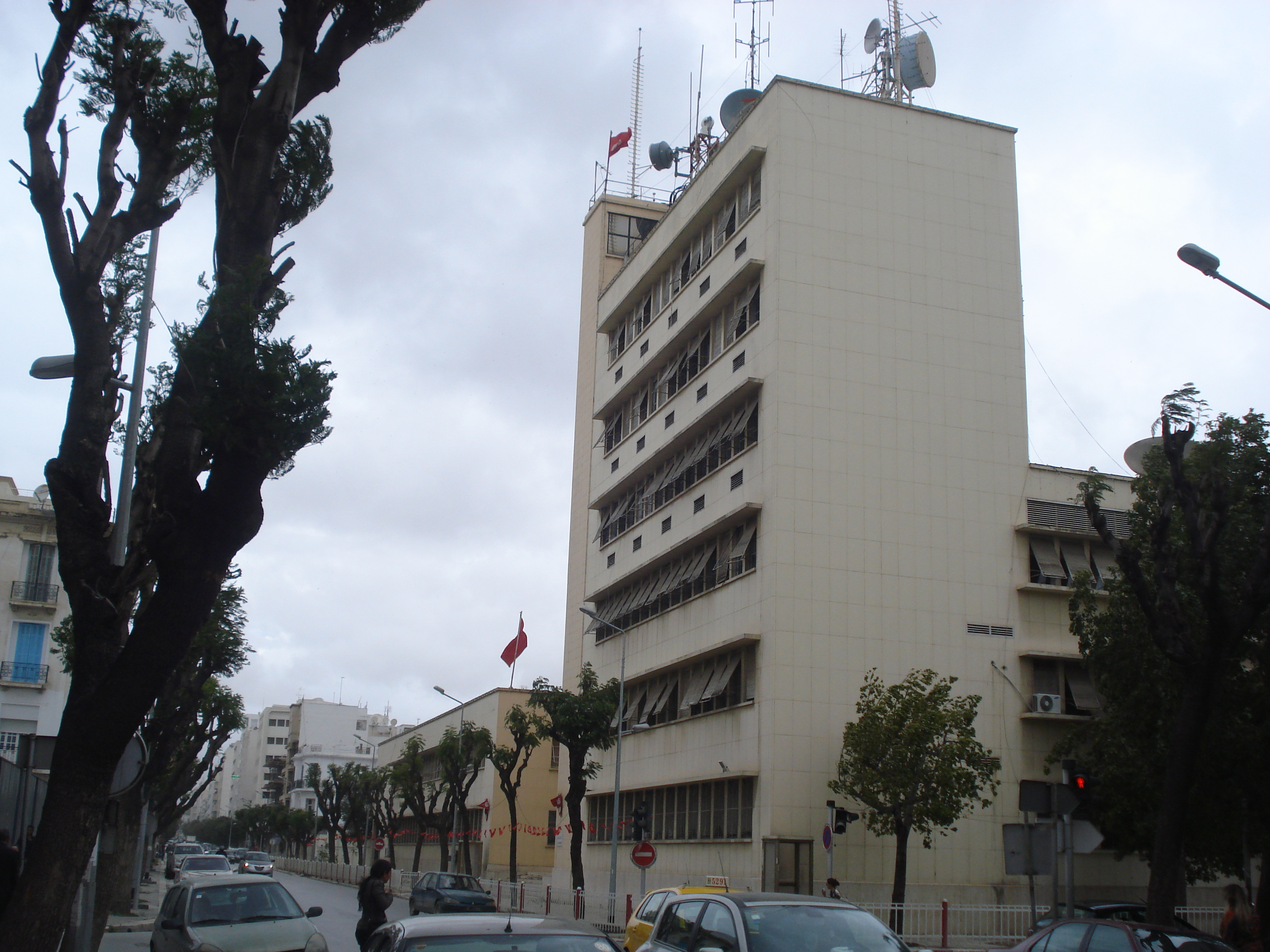
Sede della televisione tunisina tra il 1965 e il 2010.

Nel 1976 iniziarono le trasmissioni a colori e a giugno 1983 il canale fu rinominato "RTT 1", in seguito alla creazione di una seconda rete in lingua francese, che prese il nome di "RTT 2" e che era una collaborazione con la televisione pubblica francese Antenne 2, la quale forniva al canale tunisino parte della sua programmazione.
Nel 1990 RTT 1 e RTT 2 furono rinominati "Tunis 1" e "Tunis 2", passando a trasmettere entrambi interamente in arabo e venendo riuniti alla radiofonia di Stato nell'ente radiotelevisivo pubblico Établissement de la Radiodiffusion-Télévision Tunisienne (ERTT).
Nel 1994 i due canali subirono un nuovo cambio di veste divenendo "Canale 7" e "Canal 21". Il secondo si specializzava in un pubblico più giovane e manteneva nel proprio palinsesto, fino al 1999, la programmazione del canale francese, che adesso si chiamava "France 2".
Il 7 novembre 2006 l'allora Presidente della Repubblica Zine El Abidine Ben Ali divise ERTT in due società distinte: l'Établissement de la télévision tunisienne e l'Établissement de la radio tunisienne. Il loro lancio ufficiale avvenne il 31 agosto 2007.
Nel 2008 la Tunisia iniziò la transizione dalla televisione analogica a quella digitale, concludendola il 17 settembre 2015.

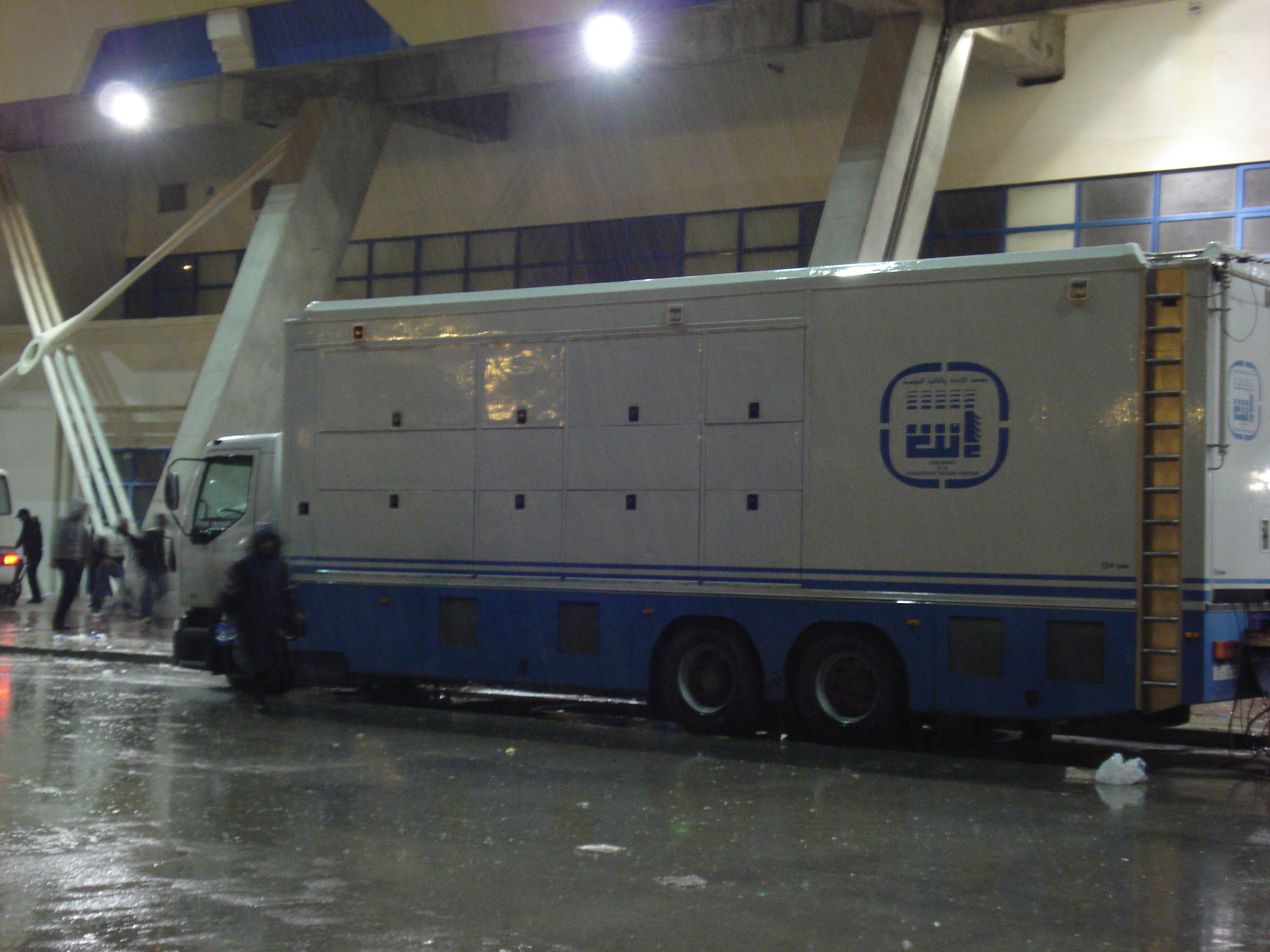
Furgone per le trasmissioni esterne allo Stadio Hammadi Agrebi a febbraio 2009.

A marzo 2010 Télévision Tunisienne si trasferì nella nuova sede su otto piani nel distretto di Mutuelleville, a Tunisi.
Nel 2011 i suoi due canali cambiarono ancora nome in "Al Watanya 1" e "Al Watanya 2".

## Organizzazione

### Sede
Établissement de la Télévision Tunisienne occupa da 45 anni i locali che erano una volta di Radio Tunis. All'epoca del suo lancio, nel 1966, la televisione aveva tre studi in Avenue de la Liberté a Tunisi (altri due studi furono aggiunti successivamente). La ristrettezza dei locali spinse il governo tunisino alla fine degli anni sessanta a lanciare un progetto di costruzione di un edificio apposito per la televisione. A questo proposito arrivò anche un'offerta internazionale da parte di un'azienda di costruzioni greca, ma alla fine il progetto fu accantonato.
L'idea tornò alla ribalta a metà degli anni ottanta, ma ancora una volta non trovò una realizzazione. La Lega araba, installatasi a Tunisi nel 1979, a fine anni ottanta aprì un vasto cantiere per la costruzione di una nuova sede tunisina.
Nel 1990, a lavori ormai molto avanzati, i suoi membri decisero, dopo il reintegro nell'organizzazione dell'Egitto, di ritrasferire la sede dell'organizzazione al Cairo. Un accordo tra il governo tunisino e la Lega araba portò alla cessione dell'immensa struttura in corso di costruzione alla Tunisia; furono allora intrapresi dei lunghi lavori di adattamento per trasformare ciò che era stato concepito per essere la sede di un'organizzazione internazionale negli studi di un'azienda televisiva.
La grande aula prevista per le conferenze e le riunioni fu convertita in uno studio di 900 m² e il 15 marzo 2010 alle 14,30 la TV di Stato iniziò a trasmettere dalla nuova sede in boulevard de la Ligue arabe, costruita su otto livelli.
Gli studi principali sono:
- Studio 900 (così chiamato per la sua superficie di 900 m²), ufficialmente "Studio Néjib-Khattab";
- Studio 400 (400 m²) o "Studio Abderrazak-Hammami";
- Studio 300 (300 m²) o "Studio 14-Janvier";
- Studio del telegiornale;
- Studio virtuale.[8]

### Presidenti-Direttori generali
- Moncef Gouja: 30 agosto 2007 - 7 luglio 2008
- Hédi Ben Nasr: 7 luglio 2008 - 30 giugno 2009
- Mohamed Fehri Chelbi: 30 giugno 2009 - 24 dicembre 2010
- Chaouki Aloui: 24 dicembre 2010 - 23 gennaio 2011
- Béchir Hmidi: 23 gennaio 2011 - 27 febbraio 2011
- Mokhtar Rassaa (interim): 27 febbraio 2011 - 7 gennaio 2012
- Adnène Khedr: 7 gennaio - 17 agosto 2012
- Imène Bahroun: 17 agosto 2012[9] - 8 gennaio 2014
- Hichem Issa (interim): 8 gennaio 2014[10] - 21 maggio 2014
- Abdessatar Sahli: 21 maggio 2014[11] - 16 giugno 2014
- Mustapha Ben Letaief: 16 giugno 2014[12] - 15 novembre 2015
- Rached Younes (interim): 15 novembre 2015[13] - 22 settembre 2016
- Ilyes Gharbi: 22 settembre 2016[14] - 16 giugno 2017
- Abdelmajid Mraïhi (interim): 16 giugno 2017[15] - 9 agosto 2018
- Mohamed Lassaad Dahech: 9 agosto 2018[16] - 28 luglio 2021[17]
- Awatef Dali (interim): dal 28 luglio 2021[17]

### Direttori di Watania 1
- Zouheïr Gombri: fino al 7 luglio 2008
- Lotfi Ben Nasr: 7 luglio 2008 - 24 agosto 2009
- Hamadi Arafa (interim): 24 agosto 2009 - 31 agosto 2009
- Lotfi Ben Nasr: 31 agosto 2009 - 31 gennaio 2011
- Sadok Bouaben: 31 gennaio 2011 - 30 giugno 2012[18]
- Abdelaziz Touati: 2 settembre 2012[19] - 8 gennaio 2014[20]
- Charfeddine Ben Salem: 1 febbraio 2014[21] - 5 giugno 2014
- Rached Younes: 5 giugno 2014[22] - 9 gennaio 2015
- Iheb Chaouch: 9 gennaio 2015[23] - 2 novembre 2017
- Awatef Dali: 2 novembre 2017 - 16 maggio 2018[24]
- Mohamed Lazhar Fares: 16 maggio 2018 - 7 maggio 2019[25]
- Fathi Charaouandi: 8 luglio 2019[26] - 23 giugno 2021[27]
- Sana Zarrouki (interim): dal 23 giugno 2021[28]

### Direttori di Watania 2
- Hamadi Arafa: 31 agosto 2011 - 7 gennaio 2012
- Imène Bahroun: 7 gennaio 2012 - 2 settembre 2012
- Charfeddine Ben Salem (interim): 2 settembre 2012[19] - ?
- Chadia Khedhir: 11 agosto 2014[29] - 16 novembre 2015
- Chadia Khedhir: 24 novembre 2016[30] - 2 novembre 2017
- Imed Barboura: 2 novembre 2017[31] - 7 febbraio 2018[32]
- Mohamed Lazhar Fares (interim): 16 maggio 2018 - 7 maggio 2019

## Canali televisivi
Établissement de la Télévision Tunisienne gestisce 2 canali televisivi:
- Watania 1, canale nazionale generalista, fondato nel 1965 e con trasmissioni regolari dal 1966. Trasmette notizie, sport, intrattenimento e programmi per la famiglia;
- Watania 2, canale destinato ai giovani e a vocazione regionale dal 2012,[33] debuttò a novembre 1994. Trasmette principalmente programmi culturali, serie televisive e programmi per i bambini.

## Ricezione

### Satellite[34][35]
| Satellite          | Badr 4               | Hotbird 13B  | Eutelsat 7 West A | Eutelsat 7 West A    | Nilesat 201  |
| Posizione orbitale | 26.0° Est            | 13.0° Est    | 7.3° Ovest        | 7.3° Ovest           | 7.0° Ovest   |
| Bouquet            | /                    | /            | /                 | /                    | /            |
| Canali             | Watania 1, Watania 2 | Watania 1    | Watania 1         | Watania 1, Watania 2 | Watania 2    |
| Frequenza          | 12643 MHz            | 12149 MHz    | 10873 MHz         | 11658 MHz            | 11900 MHz    |
| Polarizzazione     | Orizzontale          | Verticale    | Verticale         | Verticale            | Verticale    |
| Symbol Ratio       | 27500 ksym/s         | 27500 ksym/s | 27500 ksym/s      | 27500 ksym/s         | 27500 ksym/s |
| FEC                | 5/6                  | 3/4          | 7/8               | 2/3                  | 5/6          |
| Modulazione        |                      |              |                   |                      |              |

### Digitale terrestre
Il segnale di TT copre il Paese via terrestre in tecnologia analogica e, dal 2014, anche con servizi regolari in tecnologia digitale.

## Controversie
Nel 1987 TT mandò in onda della propaganda politica per la prima volta, su ordine delle autorità del Paese, e continuò negli anni successivi. 
La situazione cambiò con la primavera araba del 2011: ai media tunisini, compresa Télévision Tunisienne, fu data una maggiore libertà d'informazione e anche all'opposizione politica fu permessa una presenza significativa sulla radio e sulla tv di Stato.
Lo Stato, tuttavia, esercita ancora una forte influenza sui canali pubblici, tantoché a luglio 2017 il governo licenziò improvvisamente il direttore della televisione Elyes Gharbi, ufficialmente perché Télévision Tunisienne si trovava a fare i conti con un grosso sperpero di denaro e un calo degli ascolti, ma l'associazione dei giornalisti riteneva che il licenziamento violasse la legge tunisina e lo considerava una minaccia per l'indipendenza e per la libertà dell'azienda.